# Powys (comté préservé)
Pour les articles homonymes, voir Powys (homonymie).
Ne doit pas être confondu avec le comté du Powys, une zone principale en vigueur depuis le 1er avril 1996.
Le Powys est un comté préservé du pays de Galles.
Érigé en zone de gouvernement local le 1er avril 1974 par le Local Government Act 1972, il conserve ce statut jusqu’au 31 mars 1996, date de son abolition par le Local Government (Wales) Act 1994. Toutefois, doté du statut de comté préservé depuis le 1er avril 1996 au sens de cette même loi, il garde un rôle essentiellement cérémoniel en tant que shrievalty et zone de lieutenance.

## Géographie

### Situation administrative
Le comté préservé du Powys est situé au centre et à l’est du pays de Galles.
Depuis le 1er avril 2010, il comprend la zone principale du comté du Powys. Il couvre aussi les comtés historiques — en vigueur entre 1889 et 1974 — du Montgomeryshire et du Radnorshire, et pour partie, celui de Brecon.

### Territoires limitrophes
| Gwynedd              | Clwyd          | Angleterre |
| Dyfed                | comté du Powys | Angleterre |
| Dyfed West Glamorgan | Mid Glamorgan  | Gwent      |

## Toponymie
Le comté tient son appellation du royaume de Powys.

## Histoire

### Zone de gouvernement local (1974-1996)
Le comté du Powys est une zone de gouvernement local créée au 1er avril 1974 par le Local Government Act 1972 en tant que zone de gouvernement local de niveau supérieur à partir des comtés administratifs du Montgomeryshire et du Radnorshire, ainsi que, de façon partielle, celui de Brecon — sans le district urbain de Brynmawr et en retirant une partie du district rural de Crickhowell et une autre du district rural de Vaynor and Penderyn. D’après la loi, elle détient une assemblée délibérante dénommée conseil principal.
Son territoire comprend trois zones de gouvernement local de niveau inférieur, dites « districts », définies à partir des territoires existants au moment de la publication du Local Government Act 1972 et dont les noms sont rendus officiels par le Districts in Wales (Names) Order 1973 : Brecknock, Montgomery (devenu Montgomeryshire en 1986) et Radnor (devenu Radnorshire en 1989),.

### Comté préservé (depuis 1996)
En raison d’une réorganisation des zones de gouvernement local, le comté du Powys est aboli au 31 mars 1996 d’après le Local Government (Wales) Act 1994, mais conserve une existence juridique en tant que comté préservé pour certaines fins. À ce titre, la loi de 1994 amende les limites du comté du Powys définies par le Local Government Act 1972 en ajoutant au comté préservé les communautés de Llanrhaeadr-ym-Mochnant, de Llansilin et de Llangedwyn, extraites du Clwyd.
Le territoire du comté préservé est altéré à deux reprises sur recommandation de la Commission du tracé des limites de gouvernement local pour le pays de Galles. La première modification est due au Neath Port Talbot and Powys (Cwmtwrch) Order 2004, un décret du 13 octobre 2004 de l’assemblée nationale pour le pays de Galles qui réaligne les limites entre le borough de comté de Neath Port Talbot et le comté du Powys, donc, celles du comté préservé du West Glamorgan et du Powys. La seconde est entérinée par le Preserved Counties of Powys and Mid Glamorgan (Changes in Area) Order 2010, un décret des ministres gallois du 11 janvier 2010 : une partie du comté préservé du Powys est à son sens transférée vers le comté préservé du Mid Glamorgan au 1er avril 2010,.

## Administration

### Conseil
Comme prévu par la loi de 1972, le comté est administré par un « conseil principal » appelé le Powys County Council. Dirigé par un président et un vice-président, il se compose de conseillers élus pour un mandat de 4 ans.
Des élections du conseil de comté se tiennent en 1973, en 1977, en 1981, en 1985, en 1989 et en 1993. Pour celles-ci, le territoire est divisé :
- en 52 circonscriptions électorales à partir de 1973 ;
- en 51 circonscriptions électorales à partir de 1977 ;
- en 53 circonscriptions électorales à partir de 1985 ;
- et en 46 circonscriptions électorales à partir de 1989[8].

### Postes cérémoniels
Depuis 1974, deux postes honorifiques relèvent du Powys : le lord-lieutenant et le haut-shérif.